# Nothopegia vajravelui
Nothopegia vajravelui är en sumakväxtart som beskrevs av K. Ravikumar & V. Lakshmanan. Nothopegia vajravelui ingår i släktet Nothopegia och familjen sumakväxter. Inga underarter finns listade i Catalogue of Life.